# Henri Gautruche
Pour les articles homonymes, voir Gautruche.
Henri- Gabriel Gautruche, né le 4 avril 1885 à Dourdan (Essonne), et mort le 31 janvier 1964 au sein de la clinique du Trocadéro dans le 16e arrondissement de Paris, est un architecte de la ville de Paris.
Nommé chevalier de la Légion d'honneur en 1935, promu officier en 1950, croix de guerre 1914-1918, officier de l'ordre de la Couronne de Belgique.

## Distinctions
- Croix de guerre 1914–1918
- Officier de l'ordre de la Couronne
- Officier de la Légion d'honneur (1950)

## Œuvres
- Les bains-douches au 27 de la rue des Haies à Paris. Ce bâtiment, réalisé entre 1924 et 1928 par Henri Gautruche et Georges Planche, marque une innovation de taille dans le monde des bains-douches : pour la première fois, il n'est plus partie intégrante de la piscine municipale. L'architecture, elle, est fidèle à l'époque : béton, briques, et comme unique touche de gaîté, des carreaux de céramique polychrome.
- Le Domaine départemental Adolphe-Chérioux[3], à l'initiative d'Adolphe Chérioux, : un orphelinat, bâti de 1927 à 1936 au lieu-dit La Nozaie à Vitry-sur-Seine. Les architectes sont Jules Lavirotte et Henri Gautruche, ce dernier est l'architecte de l'internat des filles en 1932, de l'internat professionnel des filles en 1936, enfin de l'internat maternel en 1937. L'aménagement du parc est confié à Henri Gautruche et Demorlaine, conservateur en chef des promenades de la ville de Paris et du département de la Seine.
- La première extension du musée Bourdelle en 1961, à l'occasion du centenaire de la naissance d'Antoine Bourdelle[4].